# Dodge Custom
Der Dodge Custom (auch: Dodge Serie D19) ist ein PKW des Automobilherstellers Chrysler unter der Automobilmarke Dodge, der im September 1940 zusammen mit dem Deluxe das Modell Luxury Liner ersetzte. Der Custom war das besser ausgestattete 1941er-Modell. Als Dodge Serie D22 wurde dieses Modell ab September 1941 bis zur Einstellung der Zivilproduktion im Februar 1942 gebaut. 1946 war der Custom zusammen mit seinem Schwestermodell Deluxe der erste Dodge nach dem Zweiten Weltkrieg. Erst mitten im Modelljahr 1949 wurde er durch die Serie Dodge Coronet ersetzt.

## Von Jahr zu Jahr

### Serie D19 (09/1940–09/1941)
Ebenso wie sein besser ausgestattetes Schwestermodell Deluxe hatte der Custom des Modelljahres 1941 den seitengesteuerten Sechszylinder-Reihenmotor des Vorgängers Luxury Liner mit 3569 cm³, der nun allerdings 91 bhp (67 kW) bei 3800/min abgab. Es gab ein kurzes Fahrgestell mit 3.035 mm Radstand ein 2-türiges Club-Coupé mit 6 Sitzen, ein 2-türiges Cabriolet, ein 2-türiger Brougham (Limousine) und zwei 4-türige Limousinen, jeweils mit 5 Sitzplätzen, angeboten wurden. Auf dem langen Fahrgestell mit 3.493 mm Radstand gab es eine Limousine und eine Pullman-Limousine, jeweils mit 4 Türen und 7 Sitzplätzen. Gegenüber dem Vorgänger hatten Deluxe und Custom neben dem stärkeren Motor auch größere Fenster und alle Türen vorne angeschlagen.

### Serie D22 (09/1941–01/1942)
Im kurzen Modelljahr 1942 erhielt der Custom, ebenso wie sein Schwestermodell Deluxe, einen größeren Motor mit 3772 cm³ Hubraum und einer Leistung von 105 bhp (77 kW) bei 3600/min. Auch die Fahrzeugfront wurde abgeändert: Der Kühlergrill bestand aus sieben verchromten Querstäben, die sich zwischen den Hauptscheinwerfern erstreckten.

### Serie D24C (09/1946–12/1948)
Custom und Deluxe hießen auch die ersten nach dem Zweiten Weltkrieg von Dodge hergestellten Modellreihen. Die oben erwähnten Vorkriegskonstruktionen wurden im Wesentlichen übernommen. Lediglich der Kühlergrill wurde etwas verändert und zeigte nur ein verchromtes Gittermuster. Der 3,8 Liter – Motor leistete nur noch 102 bhp (75 kW) und sowohl der 2-türige Brougham als auch die Pullman-Limousine waren nicht mehr lieferbar. Mitten im Modelljahr im Januar 1949 lösten dann die Modellreihe Coronet den Custom ab.